# 昆汀·杜皮爾
昆汀·杜皮爾（法語：Quentin Dupieux，法語發音：[kɑ̃tɛ̃ dypjø]，1974年4月15日—）或稱作Oizo先生（法語：Mr. Oizo，法語發音：[məsjø wazo]），法國男導演、音樂製作人、DJ、作曲家和詞曲作家，他以1999單曲〈Flat Beat〉而聞名。他的化名是取自法語，意為「鳥」。Oizo先生是他在音樂界使用的名稱，而在電影界則是使用自己的全名。

## 早年
昆汀·杜皮爾出生於巴黎。18歲時，他得到了一台相機，並開始拍照。19歲時，他開始播放音樂來說明他的照片，並買了他第一台合成器。1999年，唱片公司F Communications的洛朗·加尼耶曾從杜皮爾的父親那買了一輛汽車.。加尼耶為此得知了杜皮爾的音樂才華，並讓他為自己的歌曲錄製MV。後來，杜皮爾與該公司簽約。
小時候看過很多電影後，從15歲起杜皮爾就迷上了電影。然後他開始拍攝一些隨機的東西，試圖重現一些他最喜歡的電影，包括《德州電鋸殺人狂》（1974年）。在18歲左右，杜皮爾決定開始編寫自己的東西，他曾寫了一些糟糕的短片並嘗試拍攝。此後就持續學習拍片。

## 作品列表

### 唱片
錄音室專輯
- 《模擬·螺紋·攻擊（英语：Analog Worms Attack）》（1999年）
- 《Moustache (Half a Scissor)（英语：Moustache (Half a Scissor)）》（2005年）
- 《小羊發脾氣（英语：Lambs Anger）》（2008年）
- 《Stade 2（英语：Stade 2）》（2011年）
- 《教堂（英语：The Church (Mr. Oizo album)）》（2014年）
- 《All Wet（英语：All Wet）》（2016年）

### 電影
| 年份 | 標題                     | 職位 | 職位 | 職位 | 職位 | 職位 | 附註                                                            |
| 年份 | 標題                     | 導演 | 編劇 | 作曲 | 攝影 | 剪輯 | 附註                                                            |
| ---- | ------------------------ | ---- | ---- | ---- | ---- | ---- | --------------------------------------------------------------- |
| 2002 | 《非電影》               | 是   | 是   | 否   | 是   | 是   | 2007年電視首播，2011年DVD發行；共有時長44分鐘和75分鐘的兩種版本 |
| 2007 | 《牛排》                 | 是   | 是   | 是   | 是   | 是   | 與塞巴斯汀·泰勒和塞巴斯汀合作作曲                               |
| 2010 | 《超能輪胎殺人事件》     | 是   | 是   | 是   | 是   | 是   | 與加斯帕德·奧格合作作曲                                         |
| 2012 | 《狗狗去哪兒？》         | 是   | 是   | 是   | 是   | 是   | 與Tahiti Boy合作作曲                                            |
| 2012 | Wrong Cops: Chapter One  | 是   | 是   | 是   | 是   | 是   | 短片                                                            |
| 2013 | 《洛城警察壞壞事件》     | 是   | 是   | 是   | 是   | 是   |                                                                 |
| 2014 | 《不真實的荒謬》         | 是   | 是   | 否   | 是   | 是   |                                                                 |
| 2018 | 《窺機警探偵查事件》     | 是   | 是   | 否   | 是   | 是   |                                                                 |
| 2019 | 《鹿皮奇談》             | 是   | 是   | 否   | 是   | 是   |                                                                 |
| 2020 | 《天生蠅家》             | 是   | 是   | 否   | 是   | 是   |                                                                 |
| 2022 | 《不可思議但千真萬確》   | 是   | 是   | 否   | 是   | 是   |                                                                 |
| 2022 | 《抽菸很遜，會讓你咳嗽》 | 是   | 是   | 否   | 是   | 是   |                                                                 |
| 2023 | 《衝三小劇場》           | 是   | 是   | 否   | 是   | 是   |                                                                 |
| 2023 | 《噠噠噠達利》           | 是   | 是   | 否   | 是   | 否   |                                                                 |
| 2024 | 《拍三小電影》           | 是   | 是   | 否   | 是   | 是   |                                                                 |
| 2025 | 《鋼琴事故》             | 是   | 是   | 是   | 是   | 是   |                                                                 |

## 外部連結
- 昆汀·杜皮爾的Discogs页面（英文）
- 昆汀·杜皮爾在互联网电影资料库（IMDb）上的資料（英文）